# Теге
Теге (нід. Teuge) — село в нідерландській провінції Гелдерланд. Входить до муніципалітету Ворст. Перші згадки про населений пункт датуються першою половиною 14-го сторіччя.

## Галерея

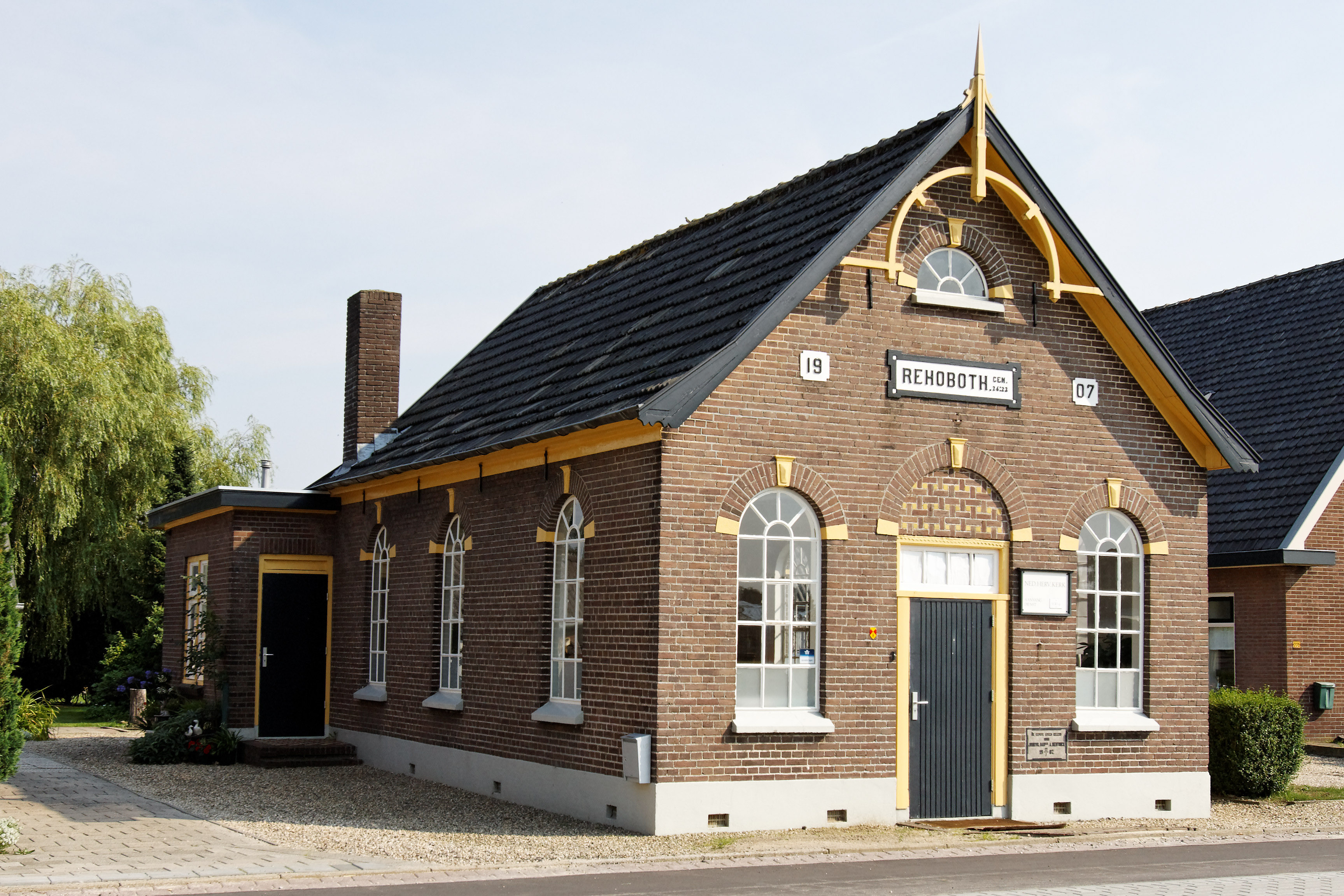
Церквв
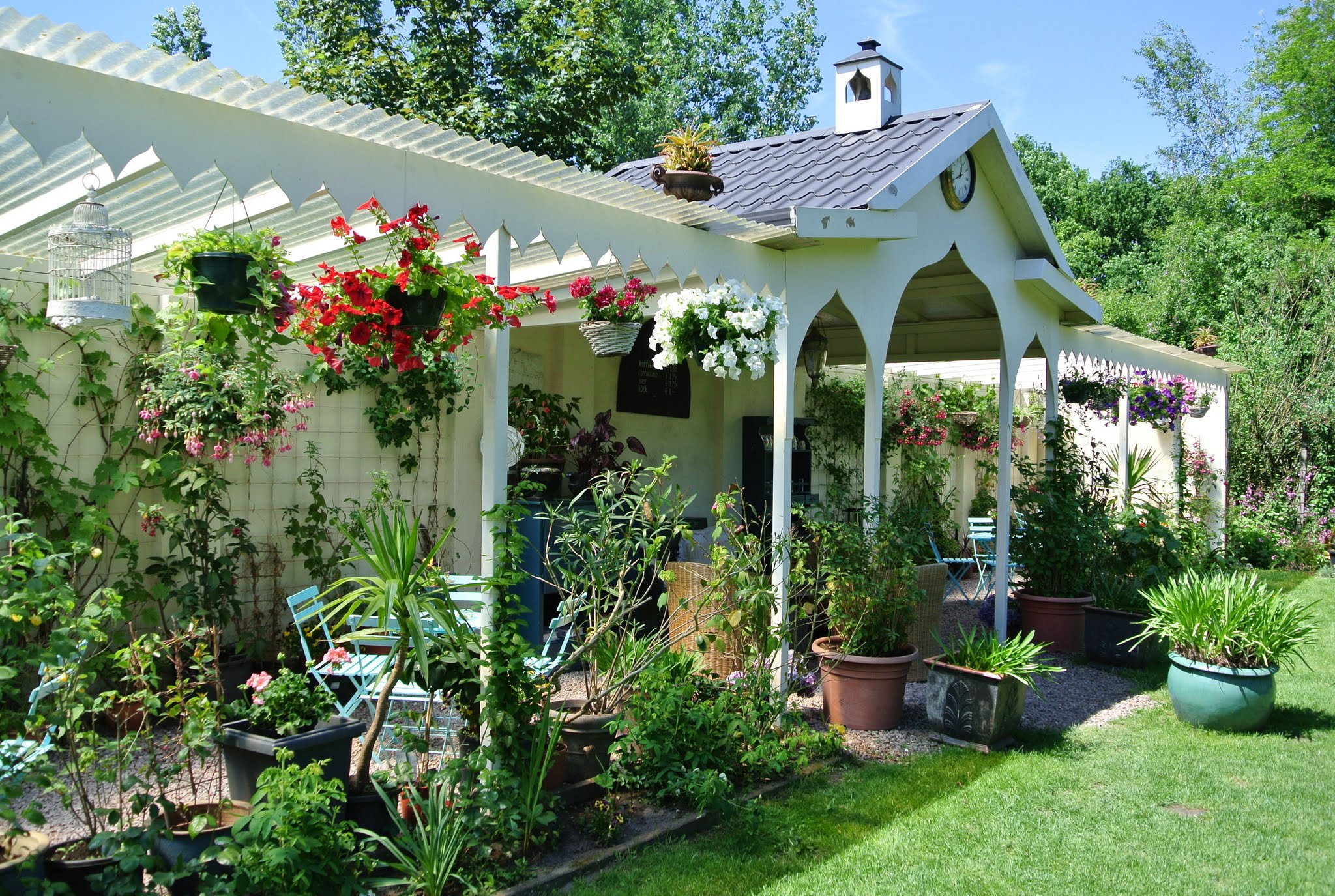
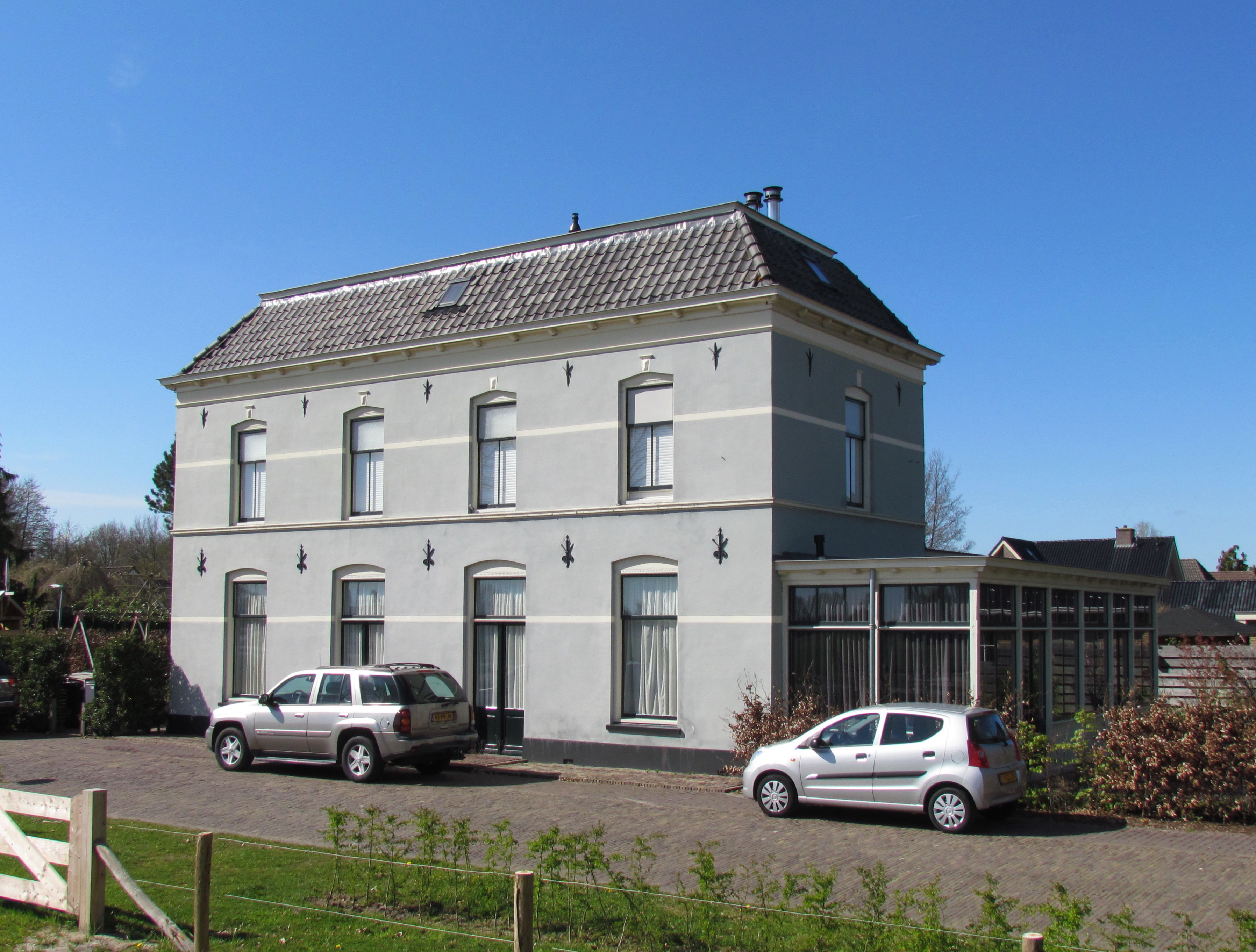
Будівля колишнього ресторану
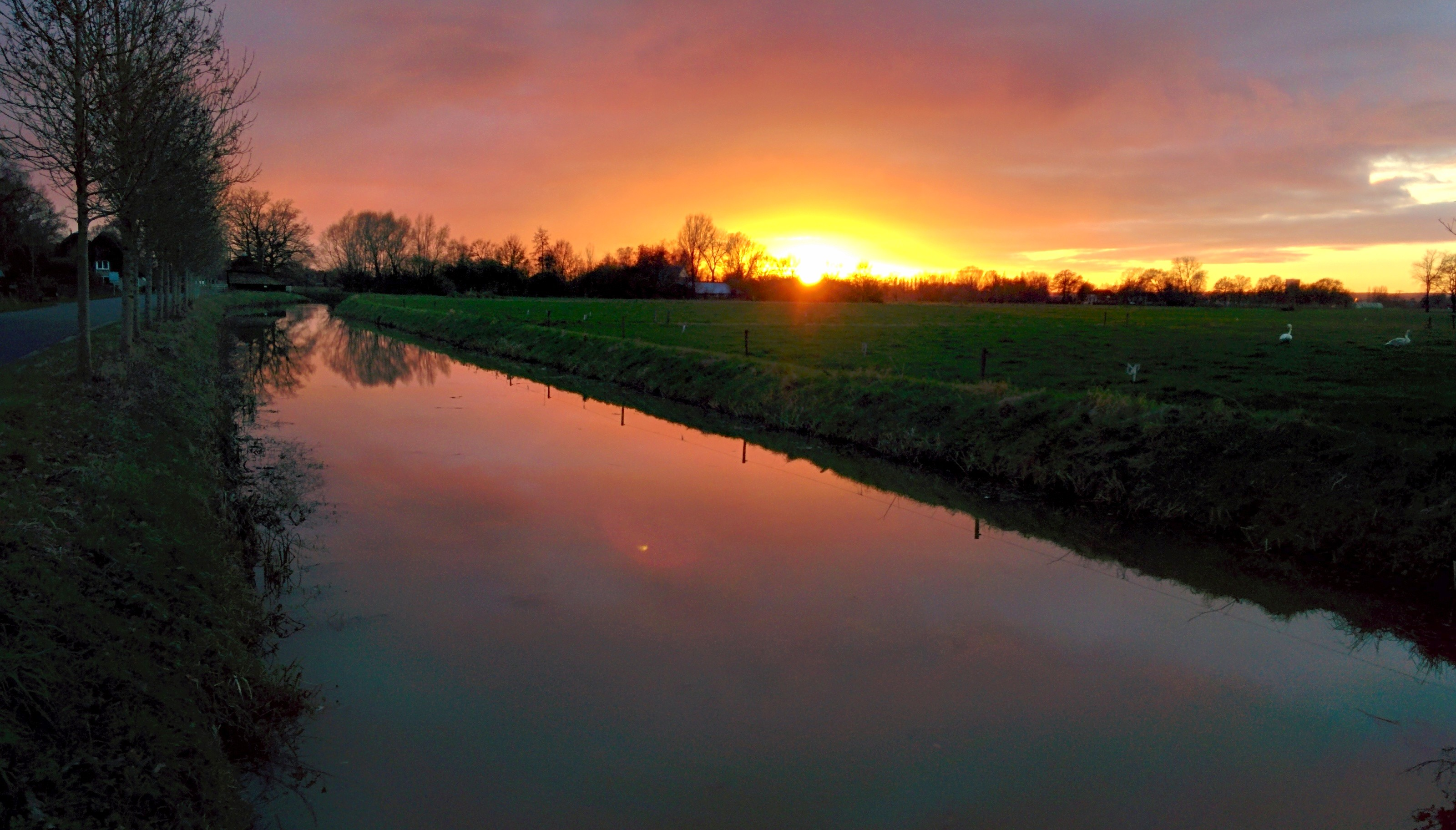
Захід сонця в Теге